# Fernald School
Fernald School ist eine Heimsonderschule in Waltham, Massachusetts, USA. 
Neben Berichten über körperlichen und sexuellen Missbrauch wurde die Fernald School vor allem durch Experimente mit leicht radioaktiven Substanzen an Schülern bekannt. 
1953 wurde vom Direktor der Institution ein Brief an die Eltern der Kinder gesandt, in dem er auf eine wissenschaftliche Untersuchung aufmerksam machte, die an seiner Schule stattfand. 
In diesem Schriftstück ging es darum, den Kindern ab und zu Blut abzunehmen und ihnen eine extra Portion Calcium in die Cornflakes zu geben. 
Die Kinder sollten davon auch profitieren: Ausflüge an den Strand, zum Baseball etc. Dies bewog die Eltern schließlich dazu, der Bitte des Direktors zuzustimmen. Was sie jedoch nicht wussten, war, dass das Calcium radioaktiv war. Zynischerweise wurden diese Kinder intern dem „Wissenschaftsclub“ zugeordnet. Nur waren sie selbst nicht die Forscher, sondern die „Versuchskaninchen“.